# GRAND CROSS GOLD
『GRAND CROSS GOLD』（グランド クロス ゴールド）は、2022年1月20日に稼働を開始したコナミアミューズメントのメダルゲームである。GRAND CROSS シリーズ6作目。

## 概要
16ステーション・最大32人まで同時にプレイ可能な大型マスメダルプッシャーゲームである。「DREAMSPHERE GRAND CROSS」のコンバージョンで稼働している。
「GRAND CROSS GOLD」は、「黄金世界」をテーマにしており、筐体全体がGOLDで圧倒的な存在感がある。
コナミアミューズメントのネットワークサービス、e-AMUSEMENTに対応している。また、MILLIONETからのメダル転送が可能（店舗が転送に対応している必要あり）。

## ゲームの流れ
GRAND CROSS GOLD 公式サイト参照。

### スロットゲーム
222 / 444 / 666 / 888
メダル払い出し。ゴールボーナスのステップが貯まる。
111 / 333 / 555 / 999
メダル払い出し。ゴールボーナスのステップが貯まる。GOLD TIME（確変モード）に突入/継続、当たる確率がUPする。4が揃うまで継続。
777
GOLD PREMIUM MODE に突入。
ボール
ボールがフィールドに払い出される。
メダル
ストックレベル×10枚(最大50枚)のメダル払い出し。
サテライトチャレンジ
直接サテライトチャレンジに挑戦できる。
JPガラポン
直接JPガラポンに挑戦できる。

### JPガラポン
サテライトチャレンジでJPガラポンを掘り出したり、スロットでJPガラポンが揃ったり、アイテムルーレットで当たると突入。
JPガラポンは青ボールが入るまで抽選が継続される。各色に対応したWINとJACKPOT配当の上乗せが抽選される。
なお、最初の1球目は、青に入賞しても継続されるが、2回連続青が入賞した場合は、ダブルBLUEボーナスで200枚を獲得して終了となる(後述の超JPガラポンの場合は300枚を獲得して終了)。
JPの最高上乗せ枚数はどの種類でも5000枚(工場出荷状態)が上限。なお、上乗せ枚数はJACKPOTを取るまではリセットされない。
ボールは以下の種類が入っている。カッコ内は入っている球数。
青(2球)
1球目 継続
2球目以上 抽選終了
2球連続で入賞 抽選終了＋200WIN(後述の超JPガラポン時は300WIN)
緑(2球)
30WIN
SILVER JP +UPボーナス
黄(2球)
30WIN
GOLD JP +UPボーナス
紫(1球)
50WIN
ROYAL JP +UPボーナス
赤(1球)
70WIN
すべてのJP +UPボーナス
青に入ることもなく、5連チャン達成するとボーナスとしてメダルを獲得する。更に10連チャンすると「JACKPOT CHANCE」または「ROYAL JACKPOT CHANCE」をどちらか獲得できる。

### 超JPガラポン
スロットが10回揃うと超JPガラポンになる。
スロットレベルに合わせて配当レベルが上がり、レベルが高いほど配当がUPする。
10連した際の最大配当は1950枚。

## SATELLITE CHALLENGE

### SATELLITE CHALLENGE
フィールドのボールを落とすか、スロットでダイレクトサテライトを揃えることでサテライトチャレンジに挑戦することができる。
JP CHANCE(1/10)
JACKPOT CHANCE に挑戦できる。
1 / 2 / 3 / 4 / 5 / 6 / 7 /8
ジュエルスクラッチができる。サテライトチャレンジで当たった数字を砕き、赤スクラッチだと100WIN、50WINなどのメダル、青スクラッチだとボール、JPガラポン、ROYAL JACKPOTCHANCE、JACKPOT CHANCE のアイテムを掘り出すことができる。
掘り出しできなかった場合は20WIN。
数字が重複した場合は、赤スクラッチだと獲得できるメダル枚数が0.2倍ずつ上昇(上限5.0倍)、青スクラッチだとSPサテライトチャレンジのステップが獲得し、4ステップ集めるとSPサテライトチャレンジに挑戦できる。
一つでも掘り出すと掘り出したスクラッチがリセットされ、掘り出せれる宝石の種類も変化する。
NEXT(1/10)
SPサテライトチャレンジに挑戦できる。

### SPECIAL SATELLITE CHALLENGE
RJP CHANCE
ROYAL JACKPOT CHANCE に挑戦できる。
1・2 / 3・4 / 5・6 / 7・8
ジュエルスクラッチができる。ここでは数字を２つ同時に獲得可能なので、ジュエルスクラッチで数字が重複した際、二つとも重複した際は、SPサテライトチャレンジのステップとメダル枚数0.2倍上昇が2回行われる。なお、スクラッチの盤面次第では上手くいけば赤スクラッチ、青スクラッチ共に一度に複数の恩恵を獲得できることもある。

## JACKPOT CHANCE
各種サテライトチャレンジで「JP CHANCE」にボールが入る、サテライトチャレンジでJACKPOT CHANCEを掘り出したり、100円課金のアイテムルーレットで当選する、または、JPガラポン10連達成のボーナスで挑戦できる。筐体中央の抽選機構で大きなボールが発射され、20個のポケットの内、ボールの入賞したポケットによって様々なボーナスが得られる。
なおセンター抽選機は、LEGEND筐体では、センター画面が3画面が使われているが、従来のDREAMSPHERE以前の抽選機が使われていることもある(この場合は一部の演出が異なる)。
ジャックポット当選後の払い出しは、2000枚を超える場合、2000枚をJPゴンドラから払い出し、残りのメダルをステーション払い出しする仕様となっている。
GOLD JACKPOT
JACKPOT CHANCEのみ出現する。1/20で当選し、センター左画面に(センター中央画面に)表示されたゴールドジャックポットの枚数分+上乗せボーナスのメダルを獲得できる。最大枚数は5000（9999）＋JPボーナス0~5000
SILVER JACKPOT
JACKPOT CHANCEのみ出現する。1/20で当選し、センター右画面(センター中央画面に)に表示されたシルバージャックポットの枚数分+上乗せボーナスのメダルを獲得できる。最大枚数は5000（9999）＋JPボーナス0~5000
BINGO - BIG BINGO CHANCE
全員共有のビンゴに挑戦。内容はCHRONICLE、DREAMSPHEREと同じ。状況に応じて配当をGETできる。
3LINEBINGOの場合JP払い出しになる。払い出しの楽曲は「剣闘士の入場」。JPゴンドラからは2000枚、ステーションからは3000枚払い出される。
CHANCE - PREMIUM CHANCE
確率でGOLD PREMIUMMODE(777相当)が獲得できるルーレットができる。
配当は、100WIN、200WIN、300WIN、ダイレクト100WIN、ダイレクト200WIN、ダイレクト300WIN、GOLD PREMIUM MODEのいずれか。
100
メダル100枚払い出し。
GOLD RUSH
ロケテストのバージョンの時の当選役で製品バージョンには、実装されていない。
JPゴンドラのLEDで2桁のスロットに挑戦でき、同じ数字がそろうとその数字の枚数を獲得でき、数字が外れるまで継続する。
GOLD RUSH中のセンター画面には、待機中では左右のモニターに「ゴールドラッシュ準備中」センターモニターに「GOLD RUSH」と表示、抽選中にはセンターモニターに「ただいまゴールドでGOLD RUSH中です。しばらくお待ちください。」と表示され、獲得枚数も表示される。

## ROYAL JACKPOT CHANCE
各種サテライトチャレンジで「RJP CHANCE」にボールが入る、サテライトチャレンジでRJPCを掘り出したり、100円課金のアイテムルーレットで当選する、または、JPガラポン10連達成のボーナスで挑戦できる。筐体中央の抽選機構で大きなボールが発射され、20個のポケットの内、ボールの入賞したポケットによって様々なボーナスが得られる。GOLD JACKPOTとSILVER JACKPOTの当選穴がROYAL JACKPOTになるため、GOLD JACKPOTとSILVER JACKPOTは当選しない。
なおセンター抽選機は、LEGEND筐体では、センター画面が3画面が使われているが、従来のDREAMSPHERE以前の抽選機が使われていることがある(この場合は一部の演出が異なる)。
ジャックポット当選後の払い出しは、2000枚を超える場合、2000枚をJPゴンドラから払い出し、残りのメダルをステーション払い出しする仕様となっている。
ROYAL JACKPOT
ROYAL JACKPOT CHANCEのみ出現する。2/20で当選し、センターの左右画面に(センター中央画面に)表示されたロイヤルジャックポットの枚数分+上乗せボーナスのメダルを獲得できる(なお枚数はDREAM SPHEREにおけるSUPER JACKPOTと共通)。最大枚数は(5000)9999枚＋JPボーナス0~5000枚=10000(14999)枚。
BINGO - BIG BINGO CHANCE
CHANCE - PREMIUM CHANCE
JACKPOT CHANCEの項を参照
100
メダル100枚払い出し。
GOLD RUSH
ロケテストバージョンのみの当選役。JACKPOT CHANCEの項を参照

## GOLD PREMIUM MODE

### ゲームの流れ
7揃い、またはPREMIUM CHANCEでGOLD PREMIUM MODEを当てると、超高確率のGOLD PREMIUM MODEに突入する。トータルの獲得枚数がJACKPOTを超える可能性もある。

### 当選役
メダル
ストックレベル×10のメダルを獲得できる。
ボール
1BALL払い出される。
JPガラポン
JPガラポンに挑戦できる。
サテライトチャレンジ
ダイレクトサテライトチャレンジに挑戦できる。
数字で抽選し、どの穴に入っても100win獲得しその穴が継続の穴だと終了の穴に変更される。終了の穴に入ると100winを払い出しGOLD PREMIUM MODEが終了する。
NEXTに入ると継続確定で数字の穴に入ると100winもらえ、その数字の穴が終了の時は継続に切り替わる。
スペシャルサテライトチャレンジ
ダイレクトスペシャルサテライトチャレンジに挑戦できる。
継続確定で数字の穴とRJPに入ると100winもらえ、数字の穴に入ったとき、その数字の穴が終了の穴だった場合は継続に切り替わる。

## 拡張KIT
今作では、コンバージョンキットとして、可動式モニター（型番不明）と10キーが追加されている

## アップデート情報
1. 2022年1月20日 稼働開始
2. 2022年3月22日 グランドクロスゴールドと拡張KITがついたグランドクロスレジェンドで、グランマップ新規追加[2]
3. 2022年4月26日 グランドクロスゴールドと拡張KITがついたグランドクロスプレミアム、クロニクル、レジェンドで、グランマップ機能追加[2]